# Карминяно ди Брента
Карминя̀но ди Брѐнта (на италиански: Carmignano di Brenta; на венециански: Carmignan, Карминян) е градче и община в Северна Италия, провинция Падуа, регион Венето. Разположено е на 46 m надморска височина. Населението на общината е 7573 души (към 2014 г.).